# Eichberg-Trautenburg
Eichberg-Trautenburg ist eine Ortschaft und Streusiedlung sowie Katastralgemeinde der Gemeinde Leutschach an der Weinstraße im Bezirk Leibnitz in der Steiermark in Österreich.
Eichberg-Trautenburg war bis Ende 2014 auch eine eigene Gemeinde mit 773 Einwohnern (Stand 1. Jänner 2014), wurde jedoch im Rahmen der steiermärkischen Gemeindestrukturreform mit den Gemeinden Leutschach, Glanz an der Weinstraße und Schloßberg zusammengeschlossen. Die neue Gemeinde führt den Namen „Leutschach an der Weinstraße“.

## Geografie
Eichberg-Trautenburg liegt in der Steiermark im südsteirischen Weinland.

### Gliederung
Die ehemalige Gemeinde bestand aus zwei Katastralgemeinden bzw. gleichnamigen Ortschaften (in Klammern Einwohnerzahl Stand 1. Jänner 2024):
- Eichberg-Trautenburg (549)
- Kranach (192)

## Geschichte
Ein Hügelgräberfeld aus der römischen Kaiserzeit  im „Fakitsch“-Wald, das aus acht Grabhügeln und sieben Tumuli bestand, lässt annehmen, dass zu dieser Zeit Teile von Eichberg bereits besiedelt waren.
Der Name Eichberg wurde erstmals im Urbar Herzog Albrechts I. 1295 als Aichperg genannt. In alten Urkunden und Dokumenten (In der Gegend befanden sich auch Lehen der Grafen von Cilli und des Stiftes St. Paul im Lavanttal) tauchen immer wieder slawische Namen auf.  So wurde 1521 ein Suppan (slawische Bezeichnung eines Dorfältesten) genannt. Namen wie Jauschnegg (slaw. für ‚südlicher Wind‘) oder Hrast (slaw. für ‚Eiche‘) zeugen für eine slawische Besiedlung.
Da auf dem Gemeindegebiet keine grundherrschaftliche Domäne bestand und Eichberg in die Pfarre Leutschach inkorporiert war, gibt es in Eichberg auch keine historischen Gebäude und Denkmäler. Die umliegenden Herrschaften Schmirnberg, Trautenburg, Amthof, Arnfels und Ehrenhausen teilten sich die Huben und Weingärten des Gebietes auf.
Die Ortsgemeinde als autonome Körperschaft entstand erst 1850. Der heutige Ortsname ist kein Doppelname aus zwei Orten, sondern eine Beifügung der ehemaligen Herrschaft, zu der Eichberg gehörte (wie bei St. Peter-Freienstein).
Nach der Annexion Österreichs 1938 kam die Gemeinde zum Reichsgau Steiermark, 1945 bis 1955 war sie Teil der britischen Besatzungszone in Österreich.

## Politik
Letzter Bürgermeister war der Landtagsabgeordnete Peter Tschernko (ÖVP). Der Gemeinderat setzte sich nach den Wahlen von 2010 wie folgt zusammen:
- 7 ÖVP
- 2 SPÖ

## Bevölkerungsentwicklung
Quelle: Statistik Austria

### Wappen
Blasonierung: Das Wappen zeigt einen „… von Silber und Grün gespaltenen Schild. Im rechten Feld eine natürliche Eiche auf grünem Rafen, im linken Feld auf schwarzem Boden ein dreizinniger gefugter silberner Turm, der oberhalb des verbreiterten mit einer rundbogigen Toröffnung versehenen Erdgeschosses zwei rundbogige Fenster nebeneinander aufweist.“

### Städtepartnerschaften
Die neue Gemeinde Leutschach an der Weinstraße hat eine Partnerschaft mit Feucht in Mittelfranken (Deutschland).

## Kultur und Sehenswürdigkeiten

### Weinlehrpfad
1990 wurde ein Weinlehrpfad errichtet, der die Geschichte des Weinanbaus weltweit anhand von Schautafeln dokumentiert. Entlang einer einen Kilometer langen Wanderstrecke kann man auch alle Weinsorten, die in der Steiermark kultiviert werden, sehen und auch verkosten.

### Kreuzbergwarte

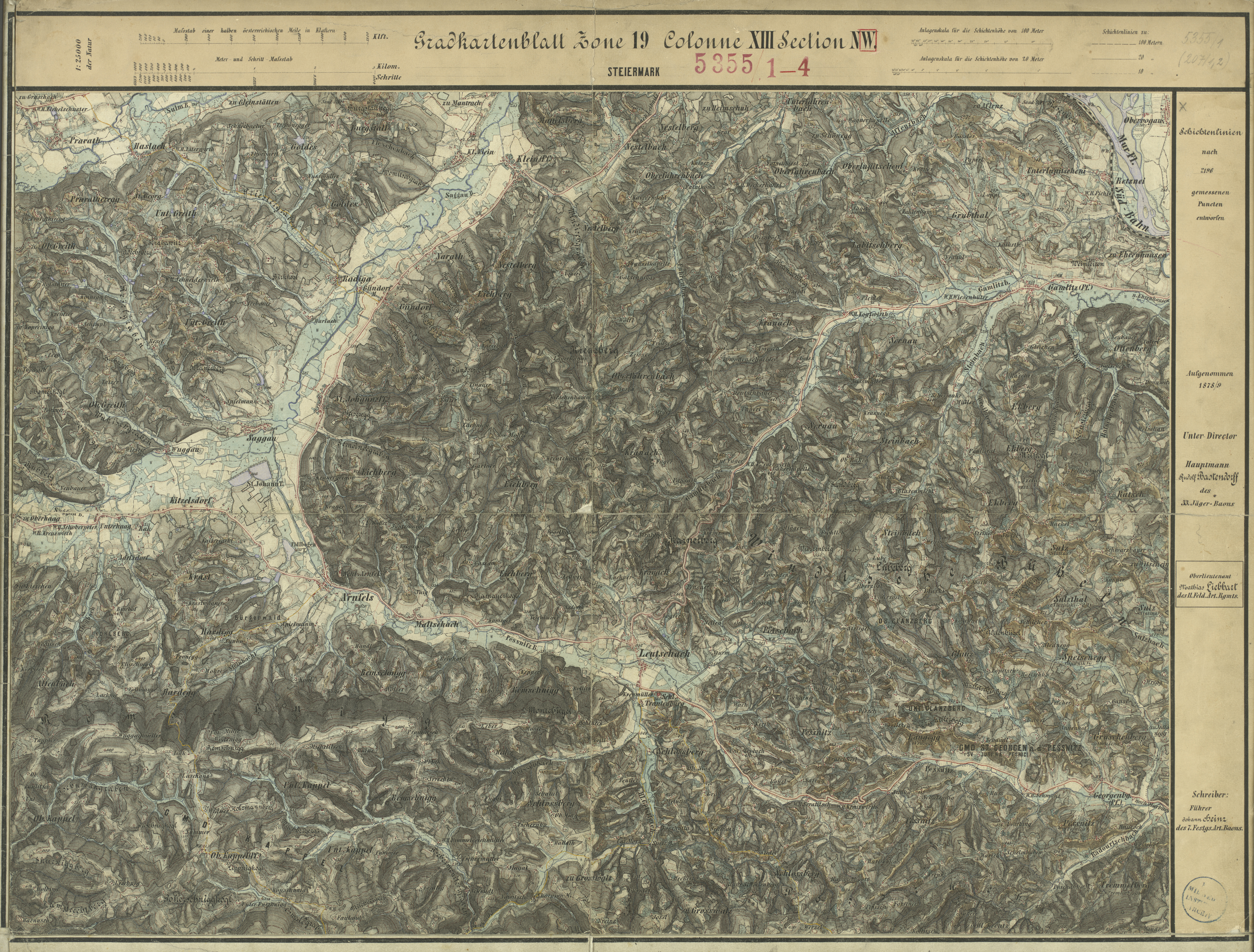
Das Gebiet von Eichberg-Trautenburg um das Jahr 1879 (Aufnahmeblatt der 3. Landesaufnahme)

Die 1994 errichtete 30 Meter hohe Kreuzbergwarte steht ca. 4,7 km nordnordöstlich des Ortes auf dem 633 m hohen Kreuzberg. Von der in 25 Meter Höhe liegenden Aussichtsplattform reicht der Blick über die ganze südliche Steiermark. Schon 1930 wurde an gleicher Stelle ein Aussichtsturm errichtet, der jedoch im Laufe der fünfziger Jahre verfiel und abgetragen werden musste.